# Nezamyslice (Plzeň)
Nezamyslice é uma comuna checa localizada na região de Plzeň, distrito de Klatovy.

## Galeria

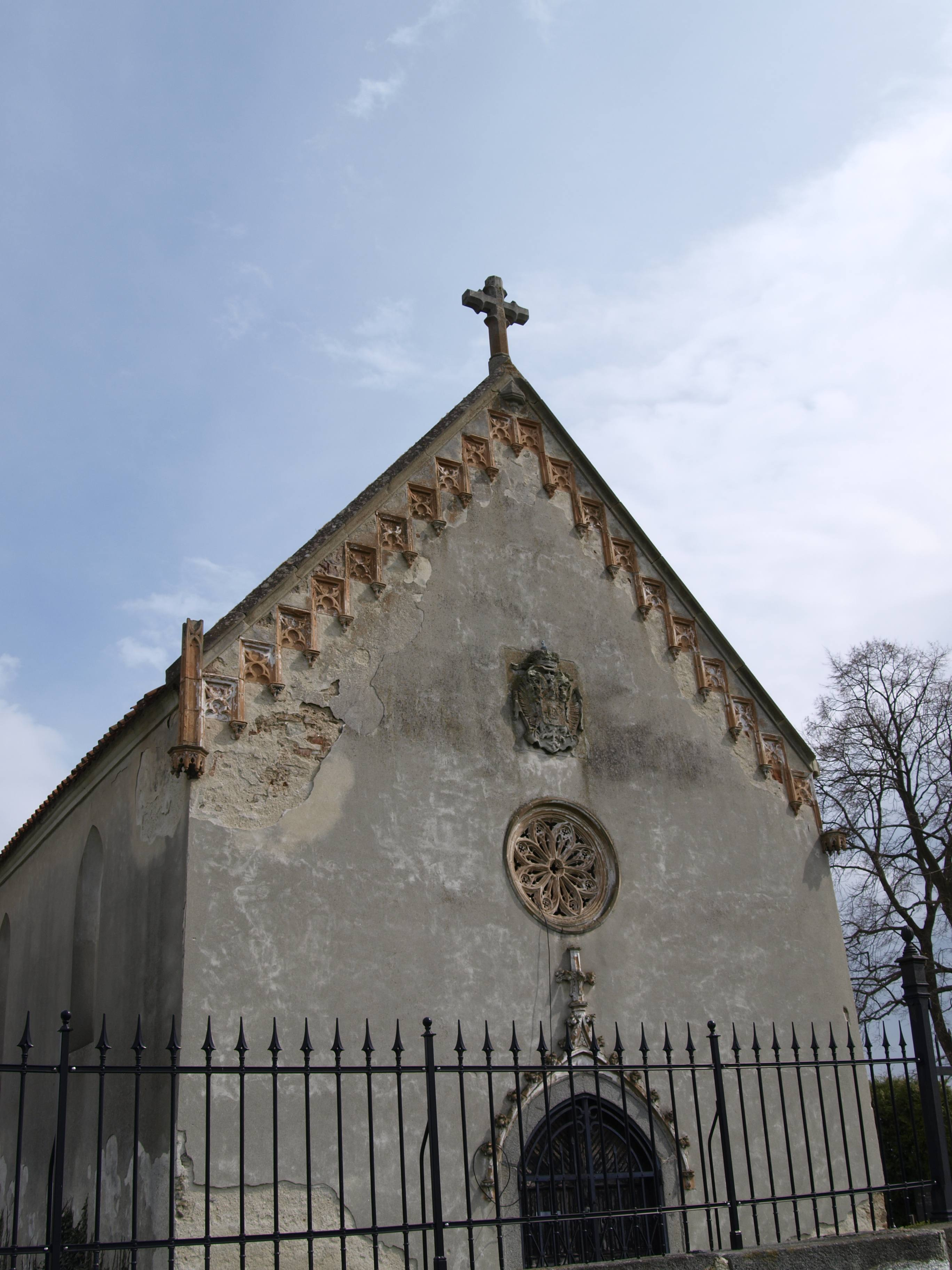
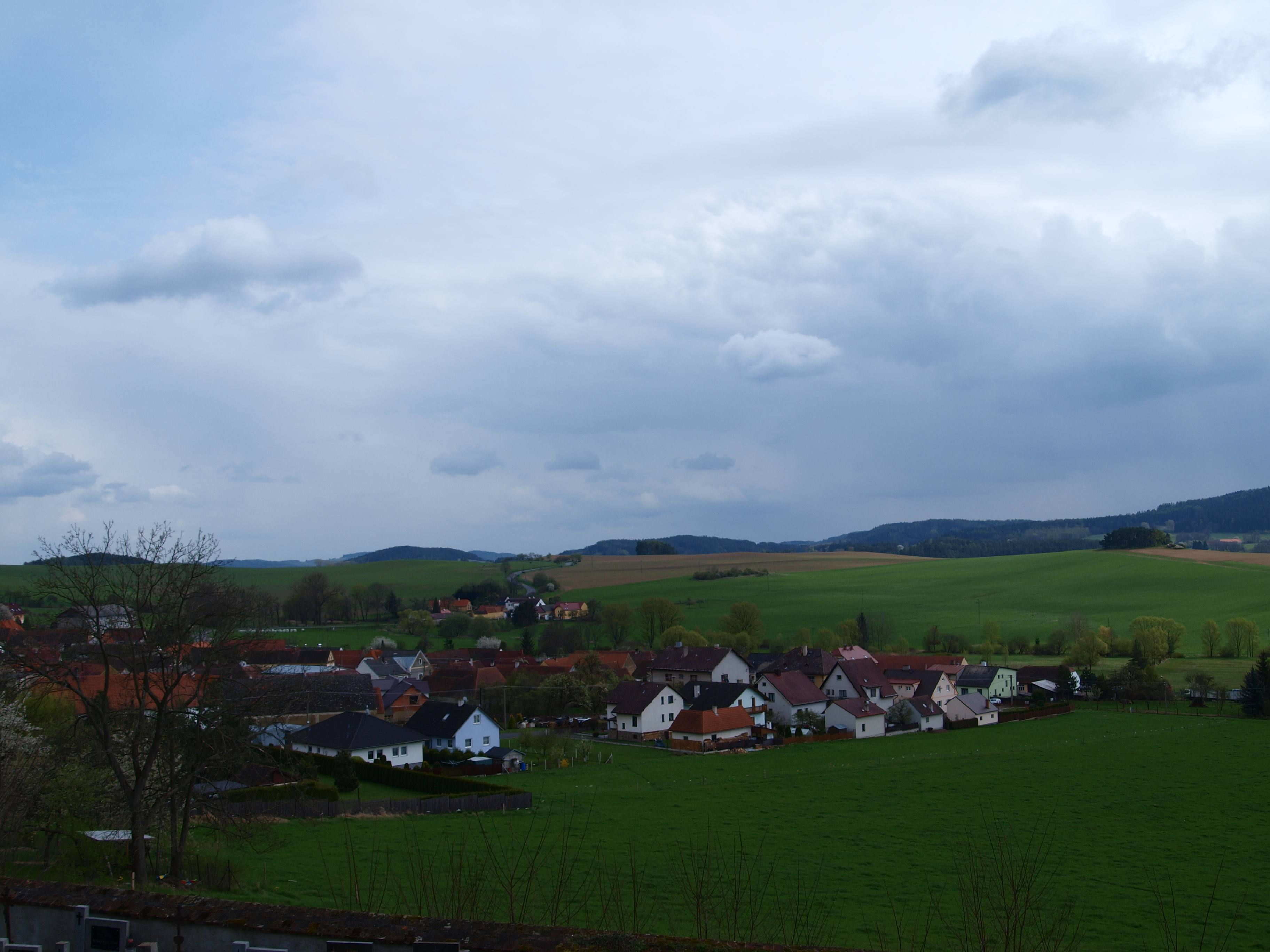
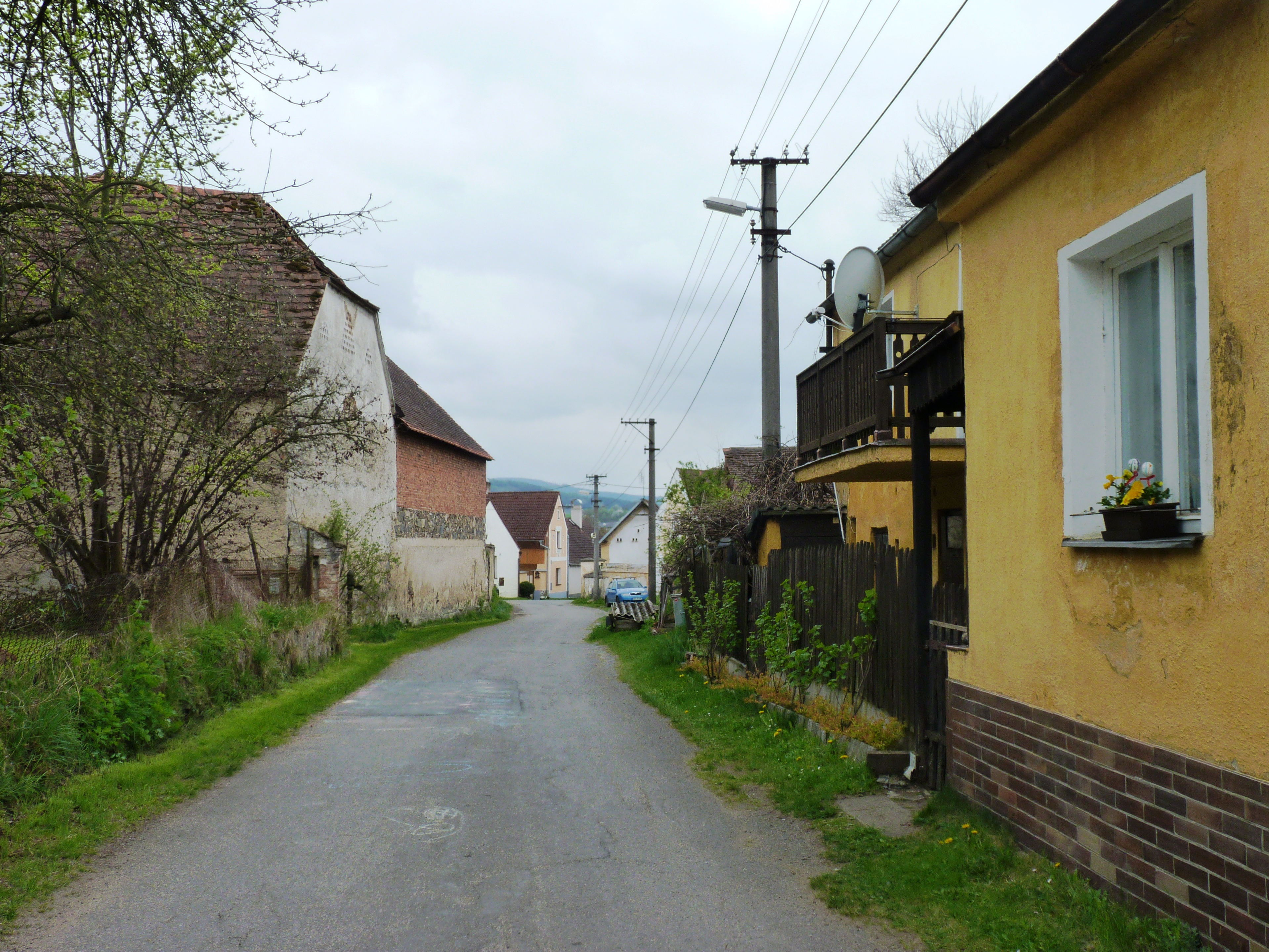